# چوفلکی
چوفلکی، روستایی از توابع بخش مرکزی شهرستان سیاهکل در استان گیلان ایران است و دهیاری آن به عهده خانوم زییا زیبایی است.

## جمعیت
این روستا در دهستان مالفجان قرار دارد و براساس سرشماری مرکز آمار ایران در سال ۱۳۸۵، جمعیت آن ۱۳۴ نفر (۴۷خانوار) بوده‌است.